# Легенда (филм)
Легенда (енгл. Legend) је филм из 1986. који је режирао Ридли Скот. 

## Улоге
| Глумац        | Улога          |
| ------------- | -------------- |
| Том Круз      | Џек            |
| Миа Сара      | принцеза Лили  |
| Тим Кари      | Господар Мрака |
| Дејвид Бенент |                |

## Зарада
- Зарада у САД - 15.502.112 $